# École nationale supérieure d'informatique pour l'industrie et l'entreprise
Fundada em 1968, a École nationale supérieure d'informatique pour l'industrie et l'entreprise (ou ENSIIE) é uma escola de engenharia, instituição de ensino superior público localizada na cidade do Évry, França.
A ENSIIE está entre as mais prestigiadas grandes écoles de 
Engenharia da França, assim como todas as escolas do grupo Universidade Paris-Saclay.

## Laboratórios e centros de investigação
- Matemática e Modelagem
- Arquiteturas, Rede de computadores
- Biologia Integrativa e Sistemas Complexos
- Imagens